# フェブラリィ -悪霊館-
『フェブラリィ -悪霊館-』（フェブラリィ あくりょうかん、The Blackcoat's Daughter）は2015年のアメリカ合衆国・カナダのホラー映画。監督はオズグッド・パーキンス、主演はルーシー・ボイントンとキーナン・シプカが務めた。2015年9月12日に第40回トロント国際映画祭において『February』のタイトルで初上映された。
日本では2017年10月から11月にかけて開催された「のむコレ」で上映された後、DVD化された際には『フェブラリィ 〜消えた少女の行方〜』という邦題が使用された。

## ストーリー
ある年の2月。ニューヨークにあるカトリック系の学校では、生徒たちが両親に会える日を楽しみに待っていた。しかし、カットは夢の中で一家が所有する自動車が事故でぺしゃんこになっている様を見てうなされていた。目が覚めたカットはカレンダーを確認した。一方、上級生のローズは自分が妊娠してしまったのではないかと思い悩んでおり、恋人にその事実を明かそうと決心した。
カットとローズの両親は冬休み前に娘を迎えに来なかった。ローズは両親に冬休みの開始日を間違って伝えていたのであった。本来であれば不運なことであるはずだが、ローズにとっては幸運なことであった。両親が来るまでの間に、恋人と話し合う時間ができたからである。カットとローズを励ますために、校長のゴードンは「君たちが死ぬまで両親は迎えに来ないかもね」というジョークを言ったが、却ってカットの苛立ちを増幅させてしまった。そんな様子を見かねたシスター2人はカットを慰めた。シスターにカットの面倒を見てくれと頼まれたローズは、1晩カットと一緒に過ごすことにした。
その日の夜、ローズは突然外出してくると言い出した。カットは制止したが、「この学園には悪魔を崇拝している人間がいるの。その事実をこれからシスターたちに伝えてくる」と言われたので止めるに止められなかった。それはローズの嘘であった。ローズはカットを一人部屋に残したまま、恋人に会いに行ったのである。その頃、誰もいない寄宿舎で電話の音が鳴り響いていたため、カットはやむなくその電話に出た。
ジョーンという名前の女性がバスでニューヨークにやって来た。バスターミナルのシャワーを利用している最中、彼女はフラッシュバックに襲われた。精神病棟にいた頃、患者であることを示す腕輪を引きちぎったときの記憶であった。ジョーンはある人物に電話をかけようとしたが、その番号はすでに使用されていなかった。ジョーンが次のバスを待っていると、見知らぬ男性（ビル）から「俺の車に乗っていかないか」と言われた。ジョーンが車に乗ったことに対して、ビルの妻であるリンダは露骨に不服そうな顔をした。ジョーンは車の後部座席にブーケがあることに気が付いた。
恋人の車で学校に戻ってきたローズはすぐに風呂に入った。入浴中、彼女はボイラー室から発せられたと思われる奇妙な音を聞いた。ローズがボイラー室を窓越しにのぞき込んだところ、燃えさかるボイラーの炎の前でカットがひれ伏していた。
その頃、ジョーンはホテルの一室で目を覚ました。彼女がシャワーを浴びていると、自分の肩に銃創ができていることに気が付いた。記憶をたどるに、それは警官に撃たれてできた傷であった。しばらくして、ビルがジョーンの部屋を訪れた。ビルは「昨日、君を自動車に乗せたのは、ある人に君が似ていたからなんだ」とジョーンに語った。ビルはジョーンをレストランへと連れて行き、そこで娘のローズの写真を見せた。適当に言い訳をしてその場を離れたジョーンは、浴室でケラケラと笑い出した。彼女には女性を殺して身分証明書を奪ったという記憶があった。ビルは「嵐が迫っているからもう出よう」と言った、車に乗り込んだジョーンは、リンダから「ビルは若い女性を見るたびに『あの子はローズだ』と言いだしてしまうのです。」と言われた。リンダはローズにジョーンの面影を見て取っていないようだった。

## キャスト
※括弧内は日本語吹替。
- ローズ: ルーシー・ボイントン
- キャサリン（カット）: キーナン・シプカ（横田彩）
- ジョーン: エマ・ロバーツ（香月はるか）
- ビル: ジェームズ・レマー（横田和輝）
- リンダ: ローレン・ホリー（中条智世） - ビルの妻。
- ブライアン神父: グレッグ・エルワンド（フランス語版）（仲台吉一）
- Ms.プレスコット: エラナ・クラウズ - 学生寮の職員。
- Mrs.ドレイク: ヘザー・トッド・ミッチェル - 学生寮の職員。
- ゴードン校長: ピーター・ジェームズ・ハワース（伊藤聖将）
- リジー: エマ・ホルツァー - ローズの親友。
- リック: ピーター・J・グレイ - ローズの恋人。

## 製作
本作はオズグッド・パーキンスの映画監督デビュー作となったが、2作目の『呪われし家に咲く一輪の花』より後に全米公開された。パーキンスは喪失を題材にした悲しい物語を描くために、ホラーと憑依を利用することにした。パーキンスは「ホラー映画でなくとも私は映画を作れただろうが、ストーリーに対する観客の反応はもっと違ったものになったことだろう。」と語っている。2012年には脚本を完成させていたパーキンスだったが、本作の製作費の調達には難儀したのだという。当時、ホラー映画が興行的な成功を収めることは稀であったためである。脚本を読んだ人々はその出来映えを高く評価したが、製作にこぎ着けるのは不可能だろうという判断を下した人が殆どであった。2014年4月、キーナン・シプカとエマ・ロバーツが本作に起用されたとの報道があった。2015年1月、ルーシー・ボイントン、ローレン・ホリー、ジェームズ・レマーの出演が決まった。2月には、本作の主要撮影がオンタリオ州で始まった。
本作で使用される楽曲を作曲したのは、オズグッド・パーキンスの弟であるエルヴィス・パーキンスである。エルヴィスは本作以前に映画音楽を作曲した経験がなかったため、その制約に大いに悩まされることになった。

## 公開
2015年9月12日、本作は第40回トロント国際映画祭において『February』というタイトルでプレミア上映された。その直後、A24とディレクTVの映画部門が本作の全米配給権を購入したと発表した。11月にはABMOフィルムズが本作の全加配給権を獲得したとの報道があった。2016年2月22日、A24は本作のタイトルを“The Blackcoat's Daughter”に変更すると発表した。当初、本作は2016年7月14日に全米配信される予定だったが、後に配信日が同年8月25日に延期されることになった。8月15日、本作の全米公開日が2017年に延期されたと報じられた。
なお、イギリスでの配給権を獲得したネットフリックスは変更前の“February”というタイトルで配信を行っている。

## 評価
本作は批評家から好意的に評価されている。映画批評集積サイトのRotten Tomatoesには54件のレビューがあり、批評家支持率は72%、平均点は10点満点で6.2点となっている。サイト側による批評家の見解の要約は「ゆっくりと物語が進んでいき、雰囲気も良い。『フェブラリィ -悪霊館-』は超常現象を扱ったスリラーや若い女性が危機に遭遇する作品にありがちな展開に抗しており、本作で脚本家・監督デビューを果たしたオズ・パーキンスの将来を約束する1本となった。」となっている。また、Metacriticには17件のレビューがあり、加重平均値は68/100となっている。